# Monitoraggio oncologico
Il termine monitoraggio oncologico in medicina è riferito ai controlli cui vengono sottoposti i pazienti dopo la diagnosi ed il trattamento per un tumore maligno. Molto spesso si usa anche in Italiano l'espressione Inglese "follow-up". 
Questi controlli prevedono:
- visita medica
- esami del sangue
- dosaggio di marcatori tumorali
- esami strumentali:
  - ecografie
  - radiografie
  - TAC
  - Scintigrafia ossea (in alcuni tumori)

La durata del monitoraggio oncologico, la cadenza, gli esami da richiedere variano in base al tumore primitivo, allo stadio in cui è stato diagnosticato e trattato, alle condizioni generali del paziente (età, malattie concomitanti). Infatti il monitoraggio oncologico ha senso solo quando
- esiste un rischio rilevante che la neoplasia si ripresenti
- esiste un rischio rilevante che compaia una seconda neoplasia nello stesso organo (per esempio un secondo tumore della mammella) o un tumore in altri organi in quanto i fattori eziologici sono gli stessi (per esempio un carcinoma del polmone in un paziente già trattato per un carcinoma della testa-collo: il fumo di sigaretta è un fattore di rischio comune).
- esiste un trattamento efficace per trattare una ripresa di quella determinata neoplasia se diagnosticata in fase iniziale e non se diagnosticata quando diventa sintomatica
- il paziente è in condizioni di ricevere il trattamento adeguato

Dopo il trattamento per un carcinoma della mammella o di un carcinoma del colon, che rappresentano i casi più frequenti, i programmi di monitoraggio prevedono:

- visita medica ogni 3-4 mesi
- esami del sangue (emocromo, enzimi epatici)
- dosaggio dei marcatori tumorali ogni 3-4 mesi.

per il ca. del colon CEA e CA 19-9
per il ca. della mammella CEA e CA 15-3

- Radiografia del torace ed ecografia epatica ogni 6 mesi
- TAC ogni anno (in genere se viene eseguita la TAC non si effettuano ecografia ed Rx torace)
- esami specifici

per il ca. della mammella: mammografia annuale, scintigrafia ossea in caso di dolori ossei.
per il ca. del colon-retto: colonscopia ogni 3 anni
In genere i controlli oncologici specifici vengono interrotti dopo 5 anni, in quanto nella maggior parte dei tumori (ma non in tutti: eccezioni sono purtroppo il cancro della mammella ed il melanoma) il rischio di una recidiva dopo questo tempo si riduce notevolmente.
Le linee guida compilate dalle associazioni di medici specialisti (ASCO, AIOM) non considerano necessari tutti i controlli elencati sopra, che vanno quindi considerati solo indicativi. 
Vale la pena di sottolineare che anche se il paziente viene sottoposto a controlli programmati di monitoraggio dovrà subito  rivolgersi al medico in qualunque caso accusi dei disturbi che potrebbero essere dovuti ad una ripresa della malattia.    